# C1 regulatorna sekvenca
C1 je regulatorna sekvenca za insulinski gen.